# John F. Seymour
Pour les articles homonymes, voir John Seymour et Seymour.
John Francis Seymour, né le 3 décembre 1937 à Chicago, est un homme politique américain. Membre du Parti républicain, il représente notamment la Californie au Sénat des États-Unis de 1991 à 1992.

## Biographie
John F. Seymour sert dans les United States Marine Corps de 1955 à 1959 puis sort diplômé de l'université de Californie en 1962. Il fait fortune dans l'immobilier et devient millionnaire avant ses trente ans. En 1980, il prend la présidence de l'association des agents immobiliers de Californie.
Membre de la commission d'urbanisme d'Anaheim à partir de 1970, Seymour entre au conseil municipal de la ville en 1974 et en devient maire quatre ans plus tard. Sous son mandat, les Rams de Los Angeles s'implantent au stade d'Anaheim. 
En 1982, Seymour est élu au Sénat de l'État de Californie où il représente une partie du comté d'Orange. Au cours de son mandat, il se rapproche politiquement du centre en s'opposant à l'interdiction de l'avortement (bien qu'il soit personnellement opposé à l'avortement) ou en votant pour l'interdiction des fusils d'assaut.
Il se présente au poste de lieutenant-gouverneur de Californie en 1990 mais perd la primaire républicaine. Lors de l'élection générale, le sénateur républicain Pete Wilson est élu gouverneur de Californie ; Wilson nomme alors Seymour pour lui succéder au Sénat des États-Unis. Il prête serment le 10 janvier 1991. En novembre 1992, il est battu par la démocrate Dianne Feinstein qui bénéficie d'une plus grande notoriété après sa candidature au poste de gouverneur deux ans plus tôt.
Après sa défaite, il est nommé par Wilson à la tête de la California Housing Finance Agency dont la principale mission est d'accorder des prêts à faibles taux lors du premier achat d'une maison.